# Victor Johnson
Victor Louis Johnson (10 de maio de 1883 — 23 de junho de 1951) foi um ciclista britânico e campeão olímpico.
Dedicou-se ao ciclismo de pista e competiu nos Jogos Olímpicos de Londres, em 1908, onde ganhou a medalha de ouro na prova de 660 jardas. Também participou da prova de velocidade, chegando à final, mas superou o tempo estabelecido pela organização da classificação e medalhas não foram entregues.